# Michèle Gurdal
Michèle Gurdal (ur. 30 listopada 1952) – belgijska tenisistka, pierwsza tenisistka z Belgii, która wygrała turniej WTA w grze pojedynczej.
W lipcu 1976 roku Gurdal pokonała w finale turnieju WTA w Gstaad Gail Sherriff i zdobyła pierwszy w historii zawodowy tytuł dla Belgii. Pierwszym męskim triumfatorem turnieju ATP z Belgii był Filip Dewulf, ale dokonał tego dopiero w 1995 roku. Jeszcze w 1976 roku Gurdal osiągnęła drugi finał WTA w Tokio, ale przegrała z Wendy Turnbull.
Gurdal zwyciężyła w jednym turnieju deblowym – razem z Betty Stöve pokonały w finale w Hilversum debel Lany Kaligis–Lita Sugiarto wynikiem 6:4, 6:0. Dodatkowo trzykrotnie była w finałach. Po raz pierwszy w 1972 roku w Barcelonie razem z Monique Van Haver. Rok później grała w decydującym meczu w Akron u boku Patricii Bostrom. Ostatnim jej finałem deblowym w karierze był ponownie turniej w Barcelonie (1976).
W 1979 roku osiągnęła ćwierćfinał międzynarodowych mistrzostw Australii, wówczas rozgrywanych w grudniu jako ostatni turniej w sezonie.
Gurdal reprezentowała Belgię w Pucharze Federacji w latach 1972–1980. W sumie wygrała 24 i przegrała 25 pojedynków, zarówno w meczach singlowych, jak i deblowych. W ramach tych rozgrywek odniosła zwycięstwo nad Virginią Ruzici. Razem z Monique Van Haver tworzyła najlepszy debel belgijski w historii zawodów, a ich wspólny bilans meczów to 11:9. Obie Belgijki brały udział w meczu, który miał najwięcej gemów (w historii występów kraju w Fed Cupie), miało to miejsce w 1974 roku przed wprowadzeniem tie-breaka. Gurdal i Van Haver przegrały wówczas 15:17, 1:6 z Włoszkami Lucią Bassi i Danielą Porzio.
Michèle Gurdal zakończyła zawodową karierę tenisową w październiku 1985 roku.

## Finały turniejów WTA

### Gra pojedyncza (1–1)
| Końcowy wynik | Nr | Data             | Turniej | Nawierzchnia    | Przeciwniczka  | Wynik finału  |
| ------------- | -- | ---------------- | ------- | --------------- | -------------- | ------------- |
| Zwyciężczyni  | 1. | 11 lipca 1976    | Gstaad  | Ceglana         | Gail Sherriff  | 4:6, 6:2, 6:3 |
| Finalistka    | 1. | 7 listopada 1976 | Tokio   | Dywanowa (hala) | Wendy Turnbull | 1:6, 1:6      |

### Gra podwójna (1–3)
| Końcowy wynik | Nr | Data                 | Turniej   | Nawierzchnia    | Partnerka         | Przeciwniczki                  | Wynik finału |
| ------------- | -- | -------------------- | --------- | --------------- | ----------------- | ------------------------------ | ------------ |
| Zwyciężczyni  | 1. | 1 sierpnia 1972      | Hilversum | Ceglana         | Betty Stöve       | Lany Kaligis Lita Sugiarto     | 6:4, 6:0     |
| Finalistka    | 1. | 22 października 1972 | Barcelona | Ceglana         | Monique Van Haver | Gail Sherriff Nathalie Fuchs   | 4:6, 2:6     |
| Finalistka    | 2. | 25 marca 1973        | Akron     | Dywanowa (hala) | Patricia Bostrom  | Patti Hogan Sharon Walsh       | 5:7, 4:6     |
| Finalistka    | 3. | 24 października 1976 | Barcelona | Ceglana         | Nathalie Fuchs    | Florenta Mihai Virginia Ruzici | 2:6, 4:6     |